# Image18
『image18 dix-huit』（イマージュ18 ・ディズウィット）は、2018年3月7日にソニー・ミュージックジャパン インターナショナル（ソニー・クラシカル）から発売されたニューエイジ・ミュージックのコンピレーション・アルバム『image』シリーズの第18弾。規格品番：SICC-30474。

## 収録曲
1. マイケル・W・スミス「The Giving」
  - 作曲：マイケル・W・スミス
2. 羽毛田丈史「ひるなかの流星 -Complete Version-」
  - 作曲・編曲：羽毛田丈史
  - 映画「ひるなかの流星」テーマ曲
3. 宮本笑里「You Raise Me Up」
  - 作詞・作曲：Brendan Graham/ロルフ・ラヴランド　編曲：武部聡志
4. ラン・ラン「天虎～虎の女【TVサイズ】」
  - 作曲：菅野よう子
  - NHK大河ドラマ「おんな城主 直虎」テーマ音楽
5. 梅林茂「陰陽師・メインテーマ」
  - 作曲・編曲：梅林茂
  - 映画「陰陽師」メインテーマ
6. 石丸幹二「虹の彼方に（映画「オズの魔法使い」より）」
  - 作詞：エドガー・イップ・ハーバーグ　日本語詞：あらかはひろし
  - 作曲：ハロルド・アーレン　編曲：佐藤泰将
7. 小松亮太「君をのせて（映画「天空の城ラピュタ」より）」
  - 作曲：久石譲　編曲：小松亮太
8. イル・ヴォーロ「オー・ソーレ・ミオ【LIVE VERSION】」
  - 作詞・作曲：エドゥアルド・ディ・カプア/ジョヴァンニ・カプッロ
9. 沖仁「Tierra【ティエラ】～大地行進曲～con 葉加瀬太郎」
  - 作曲：沖仁　編曲：亀田誠治・沖仁
10. ルイス・バジェ「Camellia」
  - 作詞・作曲・編曲：ルイス・バジェ
  - 資生堂 TSUBAKI「まるでサロン帰り」篇 CM曲
11. 川井郁子「流星」
  - 作曲・編曲：川井郁子
  - 「ジャコメッティ展」テーマ・ソング
12. 春畑道哉「J'S THEME（Jのテーマ）」
  - 作曲・編曲：春畑道哉
  - Jリーグ・オフィシャルリーグ・テーマ・ソング
13. LE VELVETS「寒月」
  - 作詞：神山薫　作曲：サン＝サーンス　編曲：羽毛田丈史
  - 生誕140年記念特別展 木島櫻谷～近代動物画の冒険イメージソング
  - BSフジ「アートな夜!」挿入曲
14. ゴンチチ「海と空と太陽と～morning～」
  - 作曲：ゴンザレス三上・チチ松村
  - 編曲：ゴンザレス三上・チチ松村・菅谷昌弘
  - 「あまんちゅ!」オリジナルサウンドトラックより
15. 近藤利樹「少年時代」
  - 作曲：井上陽水/平井夏美　編曲：山口栄
16. Aura「花」
  - 作詞・作曲：森山直太朗・御徒町凧　編曲：畠山真央
17. 2CELLOS「『ゴッドファーザー』愛のテーマ（映画「ゴッドファーザー」より）」
  - 作曲：ニーノ・ロータ
18. 高嶋ちさ子「She」
  - 作曲：シャルル・アズナヴール　編曲：伊賀拓郎
19. IL DIVO「タイム・トゥ・セイ・グッバイ【LIVE VERSION】」
  - 作詞・作曲：フランチェスコ・サルトーリ/ルーチョ・クァラントット/フランク・ピーターソン